# Тотожність Вандермонда
У комбінаториці тотожність Вандермонда (або згортка Вандермонда) — це наступна тотожність для біноміальних коефіцієнтів:
{\displaystyle {m+n \choose r}=\sum _{k=0}^{r}{m \choose k}{n \choose r-k}},
де {\displaystyle r}, {\displaystyle m}, {\displaystyle n} — довільні невід'ємні цілі числа.
Тотожність названа на честь Александра-Теофіла Вандермонда (1772), хоча вона була відома ще в 1303 році китайському математику Чжу Шицзе.
Існує {\displaystyle q}-аналог цієї теореми, що називається {\displaystyle q}-тотожністю Вандермонда.
Тотожність Вандермонда можна узагальнити багатьма способами, в тому числі до тотожності
{\displaystyle {n_{1}+\dots +n_{p} \choose m}=\sum _{k_{1}+\dots +k_{p}=m}{n_{1} \choose k_{1}}{n_{2} \choose k_{2}}\dots {n_{p} \choose k_{p}}.}

## Доведення

### Алгебраїчне доведення
У загальному випадку, добуток двох многочленів степенів {\displaystyle m} та {\displaystyle n} відповідно визначається як 
{\displaystyle \left(\sum _{i=0}^{m}{a_{i}x^{i}}\right)\left(\sum _{j=0}^{n}{b_{j}x^{j}}\right)=\sum _{r=0}^{m+n}{\left(\sum _{k=0}^{r}{a_{k}b_{r-k}}\right){x^{r}}},}
за домовленості, що {\displaystyle a_{i}=0} для будь-яких цілих {\displaystyle i>m} та {\displaystyle b_{j}=0} для будь-яких цілих {\displaystyle j>n}.
Згідно з біномом Ньютона,
{\displaystyle (1+x)^{m+n}=\sum _{r=0}^{m+n}{m+n \choose r}{x^{r}}.}
Застосовуючи формулу бінома Ньютона також для степенів {\displaystyle m} та {\displaystyle n}, а потім вищезгадану формулу для добутку многочленів, отримуємо
{\displaystyle {\begin{aligned}\sum _{r=0}^{m+n}{m+n \choose r}{x^{r}}&=(1+x)^{m+n}=\\&=(1+x)^{m}(1+x)^{n}=\\&=\left(\sum _{i=0}^{m}{m \choose i}{x^{i}}\right)\left(\sum _{j=0}^{n}{n \choose j}{x^{j}}\right)=\\&=\sum _{r=0}^{m+n}\left(\sum _{k=0}^{r}{m \choose k}{n \choose r-k}\right)x^{r},\end{aligned}}}
де наведена вище домовленість для коефіцієнтів многочленів узгоджується з визначенням біноміальних коефіцієнтів, оскільки і те, і те дає нуль для всіх {\displaystyle i>m} і {\displaystyle j>n} відповідно.
Порівнюючи коефіцієнти при {\displaystyle x^{r}}, отримуємо, що тотожність Вандермонда виконується для всіх цілих цісел {\displaystyle r} таких, що {\displaystyle 0\leq r\leq m+n}. 
Для більших цілих {\displaystyle r} обидві сторони тотожності Вандермонда дорівнюють нулю згідно з означенням біноміальних коефіцієнтів.

### Комбінаторне доведення
Тотожність Вандермонда також допускає комбінаторне доведення 
підрахунком двома способами, як показано нижче. 
Припустимо, комітет складається з {\displaystyle m} чоловіків і {\displaystyle n} жінок. 
Скількома способами можна сформувати підкомітет із {\displaystyle r} членів? Відповідь наступна
{\displaystyle {m+n \choose r}.}
Відповіддю також є сума по всіх можливих значеннях {\displaystyle k} кількості підкомітетів, що складаються з {\displaystyle k} чоловіків і {\displaystyle r-k} жінок:
{\displaystyle \sum _{k=0}^{r}{m \choose k}{n \choose r-k}.}

### Геометричне доведення
Розглянемо прямокутну решітку з {\displaystyle r\times (m+n-r)} квадратів. 
Існує
{\displaystyle {r+(m+n-r) \choose r}={m+n \choose r}}
шляхів, що починаються з нижньої лівої вершини та, рухаючись лише вгору або вправо, закінчуються у верхній правій вершині (оскільки має бути здійснено {\displaystyle r} рухів праворуч та {\displaystyle m+n-r} рухів вгору (або навпаки) в будь-якому порядку, а загальна довжина шляху становить {\displaystyle m+n}). 
Позначимо нижню ліву вершину через {\displaystyle (0,0)}.
Існує {\displaystyle {m \choose k}} шляхів, що починаються в {\displaystyle (0,0)} та закінчуються в {\displaystyle (k,m-k)}, оскільки для цього має бути здійнено {\displaystyle k} рухів вправо та {\displaystyle m-k} рухів вгору (при цьому довжина шляху рівна {\displaystyle m}). 
Аналогічно, існує  {\displaystyle \displaystyle {n \choose r-k}} шляхів, що починаються в {\displaystyle (k,m-k)} та закінчуються в {\displaystyle (r,m+n-r)}, оскільки треба зробити {\displaystyle r-k} рухів вправо та {\displaystyle (m+n-r)-(m-k)} рухів вгору, а довжина шляху при цьому рівна {\displaystyle r-k+(m+n-r)-(m-k)=n}. 
Отже, є 
{\displaystyle {m \choose k}{n \choose r-k}}
шляхів, що починаються в вершині {\displaystyle (0,0)}, закінчуюються в {\displaystyle (r,m+n-r)} та проходять через {\displaystyle (k,m-k)}. 
Це підмножина всіх шляхів, які починаються в {\displaystyle (0,0)} і закінчуються в {\displaystyle (r,m+n-r)}, тому залишається просумувати від {\displaystyle k=0} до {\displaystyle k=r} (оскільки точка {\displaystyle (k,m-k)} має належати прямокутнику), щоб отримати загальну кількість шляхів, які починаються в {\displaystyle (0,0)} і закінчуються в {\displaystyle (r,m+n-r)}.

## Узагальнення

### Узагальнена тотожність Вандермонда
Можна узагальнити тотожність Вандермонда наступним чином:
{\displaystyle \sum _{k_{1}+\dots +k_{p}=m}{n_{1} \choose k_{1}}{n_{2} \choose k_{2}}\dots {n_{p} \choose k_{p}}={n_{1}+\dots +n_{p} \choose m}.}
Цю тотожність можна отримати за допомогою наведеного вище алгебраїчного виведення з використанням більше двох многочленів, або за допомогою простого підрахунку двома способами.
З одного боку, обираються {\displaystyle k_{1}} елементів з першої множини з {\displaystyle n_{1}} елементів; 
потім обираються {\displaystyle k_{2}} елементів з іншої множини, і так далі, для {\displaystyle p} таких множин, поки не буде вибрано загалом {\displaystyle m} елементів з {\displaystyle p} множин.
Таким чином, обираються {\displaystyle m} елементів з {\displaystyle n_{1}+\dots +n_{p}} в лівій частині тотожності, що в точності відповідає виразу в правій частині.
Тотожність Вандермонда також виводиться з наступної тотожності підстановкою {\displaystyle t=0}.
Нехай {\displaystyle p,q,s\leq p+q}. Тоді для {\displaystyle t\leq s}:
{\displaystyle {p+q+t \choose s}{s \choose t}=\sum _{a+c=s,n\leq a,r\leq c,n+r=t}{p+n \choose a}{a \choose n}{q+r \choose c}{c \choose r}-\sum _{a+c=s-1,n\leq a,r\leq c,n+r=t-1}{p+n \choose a}{a \choose n}{q+r \choose c}{c \choose r}.}

### Тотожність Чу–Вандермонда
Тотожність можна узагальнити на нецілі аргументи. 
У цьому випадку вона відома як тотожність Чу–Вандермонда  (див. Askey 1975, pp. 59–60) і приймає вигляд
{\displaystyle {s+t \choose n}=\sum _{k=0}^{n}{s \choose k}{t \choose n-k}}
для будь-яких загальних комплесних чисел {\displaystyle s} і {\displaystyle t} та невід'ємних цілих {\displaystyle n}.
Це можна довести аналогічно наведеному вище алгебраїчному доказу, перемноживши біноміальні ряди для {\displaystyle (1+x)^{s}} та {\displaystyle (1+x)^{t}} й порівнявши члени з біноміальним рядом для {\displaystyle (1+x)^{s+t}}.
Цю тотожність можна переписати в термінах спадаючих символів Похгамера наступним чином:
{\displaystyle (s+t)_{n}=\sum _{k=0}^{n}{n \choose k}(s)_{k}(t)_{n-k}.}
У такому вигляді вона впізнається як тіньовий варіант бінома Ньютона (детальніше про тіньові варіанти бінома Ньютона див. біноміальний тип).
Тотожність Чу–Вандермонда також можна розглядати як частковий випадок
гіпергеометричної теореми Гауса, згідно з якою 
{\displaystyle {}_{2}F_{1}(a,b;c;1)={\frac {\Gamma (c)\Gamma (c-a-b)}{\Gamma (c-a)\Gamma (c-b)}},}
де {\displaystyle {}_{2}F_{1}} — гіпергеометрична функція, а {\displaystyle \Gamma (n+1)=n!} — гамма-функція.
Тотожність Чу–Вандермонда отримується, якщо взяти {\displaystyle a=-n} та застосувати тотожність
{\displaystyle {n \choose k}=(-1)^{k}{k-n-1 \choose k}.}
Тотожність Роте–Хагена є подальшим узагальненням цієї тотожності.

## Гіпергеометричний розподіл імовірностей
Якщо обидві частини тотожності поділити на вираз зліва, то отримуємо суму, рівну 1, доданки якої можна інтерпретувати як імовірності.
Отриманий розподіл імовірностей є гіпергеометричним розподілом.
Це ймовірнісний розподіл числа червоних кульок при виборі {\displaystyle r} кульок без повернення з урни, 
що містить {\displaystyle n} червоних та {\displaystyle m} блакитних кульок.